# José Carlos da Silva José
José Carlos, de nome completo José Carlos da Silva José MPIH (Vila Franca de Xira, 22 de setembro de 1941 – Torres Vedras, 26 de abril de 2025), foi um jogador de futebol da seleção portuguesa. Jogava na posição de defesa.

## Carreira
Representou a CUF e o Sporting. Conquistou uma Taça das Taças, dois Campeonatos e duas Taças de Portugal.
A nível de clubes, a carreira de José Carlos está intimamente ligada à do Sporting nas épocas em que vestiu de verde e branco, fundamentalmente com a conquista da Taça das Taças. Depois de ter abandonado a prática do futebol, enveredou pela carreira de técnico.

## Seleção Nacional
Alcançou 36 internacionalizações (três em representação da CUF e 33 do Sporting). Seria, porém, depois da transferência para o Sporting que a carreira desportiva deste jogador registaria momentos de grande importância a nível internacional.
A sua primeira chamada teve lugar a 19 de março de 1961, num Portugal-Luxemburgo (6-0), de apuramento para o Mundial de 1962.  José Carlos foi um dos totalistas nos jogos que garantiram a qualificação para o Mundial de 1966 e efetuou três dos encontros de preparação para esse torneio, mas acabou por não ser utilizado nos quatro primeiros jogos disputados na Inglaterra.
José Carlos acabou por ser chamado, apenas, para o Inglaterra-Portugal (2-1) e o Portugal-URSS (2-1), que garantiu o terceiro lugar lusitano.
A 19 de dezembro de 1966 foi agraciado com a Medalha de Prata da Ordem do Infante D. Henrique.
Continuou a ser sistematicamente selecionado nas duas épocas seguintes, José Carlos teve em 1969, 1970 e 1971 duas convocatórias por ano, despedindo-se da selecção nacional a 12 de maio de 1971, num Portugal-Dinamarca (5-0), de qualificação para o Europeu de 1972.

## Morte
José Carlos morreu em 26 de abril de 2025, aos 83 anos.

## Títulos
- 2 Campeonatos de Portugal
- 2 Taças de Portugal
- 1 Taça das Taças